# Apúlia e Fão
Apúlia e Fão (oficialmente: União das Freguesias de Apúlia e Fão) é uma freguesia portuguesa do município de Esposende, com 16,29 km² de área e 7847 habitantes (censo de 2021). A sua densidade populacional é 481,7 hab./km².

## História
Foi constituída em 2013, no âmbito de uma reforma administrativa nacional, pela agregação das antigas freguesias de Apúlia e Fão e tem a sede em Apúlia.

## Demografia
A população registada nos censos foi:
| Distribuição da População por Grupos Etários | Distribuição da População por Grupos Etários | Distribuição da População por Grupos Etários | Distribuição da População por Grupos Etários | Distribuição da População por Grupos Etários | Distribuição da População por Grupos Etários |
| -------------------------------------------- | -------------------------------------------- | -------------------------------------------- | -------------------------------------------- | -------------------------------------------- | -------------------------------------------- |
| Antes da agregação                           |                                              |                                              |                                              |                                              |                                              |
| Ano                                          | 0-14 anos                                    | 15-24 anos                                   | 25-64 anos                                   | >= 65 anos                                   | Total                                        |
| 2001                                         | 1361                                         | 1219                                         | 3747                                         | 839                                          | 7166                                         |
| 2011                                         | 1174                                         | 856                                          | 4179                                         | 1092                                         | 7301                                         |
| Após a agregação                             |                                              |                                              |                                              |                                              |                                              |
| Ano                                          | 0-14 anos                                    | 15-24 anos                                   | 25-64 anos                                   | >= 65 anos                                   | Total                                        |
| 2021                                         | 1108                                         | 794                                          | 4318                                         | 1627                                         | 7847                                         |